# Peter Gordon Wilson
Peter Gordon Wilson ( n. 1950) es un botánico australiano. Está especializado en la familia de Myrtaceae.
En 1976 realiza su doctorado Ph.D. en la "Universidad de Nueva Gales del Sur".
Es investigador en el Herbario Nacional de Nueva Gales del Sur, Reales Jardines Botánicos de Sídney.

## Algunas publicaciones
- 1980. A taxonomic revision of the Metrosidereae. Editor Univ. of New South Wales, 282 pp.

- 2001. Some name changes in Indigofera (Fabaceae). Taxon, Vol. 50, N.º 2, Golden Jubilee Parte 4, pp. 491-493

- 2005. Kazandjian, AA; PG Wilson. Reassessment of Indigofera pratensis var. coriacea Domin and var. angustifoliola Domin (Fabaceae: Faboideae) with the recognition of a new species. Telopea 11(1): 43-51 (pdf en línea)

- 2006. Wilson, PG; ML Moody. Haloragodendron gibsonii (Haloragaceae), a new species from the Blue Mountains, New South Wales. Telopea 11(2): 141-146 (pdf en línea)

- 2006. Kodela, PG; PG Wilson. New combinations in the genus Vachellia (Fabaceae: Mimosoideae) from Australia. Telopea 11(2): 233-244 (pdf en línea)

- 2007. Wilson, PG; F Pitisopa. Xanthostemon melanoxylon (Myrtaceae), a new species from the Solomon Islands. Telopea 11(4):399–403 (pdf en línea)

- La abreviatura «Peter G.Wilson» se emplea para indicar a Peter Gordon Wilson como autoridad en la descripción y clasificación científica de los vegetales.[1]

A enero de 2012 ha realizado 168 identificaciones y clasificaciones de nuevas especies, publicándolas habituamente en :  Austral. J. Bot.; Kew Bull. muchas en sociedad con John Teast Waterhouse (1924-1983).